# Grades de l'enseignement supérieur en Belgique
Les grades de l'enseignement supérieur en Belgique, dits grades académiques en Communauté française, divisés en trois cycles, ont été remaniés par le processus de Bologne.
| Doctorat (3)                |                         | Doctorat (3) |
| Master (2)                  | DEA - DESS (1)          |              |
|                             | Licence (2)             |              |
|                             |                         |              |
| Bachelier (3)               | Candidature (2)         |              |
|                             |                         |              |
| Actuel système de Grade BMD | Ancien système de Grade |              |